# Łubna (województwo pomorskie)
Łubna (kaszub. Łubnô) – wieś  w Polsce, położona w województwie pomorskim, w powiecie chojnickim, w gminie Czersk.
W latach 1975–1998 miejscowość administracyjnie należała do województwa bydgoskiego.
Wieś borowiacka,  stanowi sołectwo gminy Czersk.